# Goodbye Johnny
Goodbye Johnny ist ein Lied, das von Hans Fritz Beckmann (Text) und Peter Kreuder (Musik) für den Abenteuerfilm Wasser für Canitoga (1939) geschrieben und dort von Hans Albers interpretiert wurde.
Dies geschah im Saloon anlässlich der Silvesterfeier 1905/06. Albers singt zunächst die zweite Strophe mit abgeändertem Refrain („Goodbye Lily“) und erst auf nachdrücklichen Wunsch die unten zitierte erste. Hier wurde allerdings auf Befehl des Propagandaministeriums „Englands Fahne“ durch „Uns’re Fahne“ ersetzt. Der Originaltext wurde erst nach dem Zweiten Weltkrieg wieder verwendet. Auf die dritte Strophe wurde im Film verzichtet. Am 11. März 1940 wurde das Lied durch den Präsidenten der Reichsmusikkammer Peter Raabe verboten.
An der Melodie des Liedes entzündete sich in den 1950er Jahren eine Kontroverse. In westdeutschen Zeitungen wurde geschrieben, die Hymne der DDR, Auferstanden aus Ruinen (Text: Johannes R. Becher, Musik: Hanns Eisler) sei ein Plagiat von Goodbye Johnny. In der Tat gleichen sich die ersten neun Töne der beiden Melodien. Jedoch könnte man hierfür auch gemeinsame Vorbilder finden, beispielsweise den Anfang des Liedes Freudvoll und leidvoll aus Ludwig van Beethovens Musik zu Goethes Trauerspiel Egmont. Ob Hanns Eisler bewusst zitiert oder kopiert hat, ist, da er sich selbst nicht dazu geäußert hat, nicht mehr feststellbar. Das Anliegen des Rechtsvertreters von Peter Kreuder, dem Plagiatsvorwurf nachzugehen, verfolgte die angeschriebene österreichische Gesellschaft der Autoren, Komponisten und Musikverleger letztlich nicht weiter. Von Kreuder selbst gibt es keine Aussagen zu diesem Sachverhalt.
Goodbye Johnny wurde von zahlreichen renommierten Künstlern interpretiert, u. a. von Iska Geri, Lale Andersen, Hildegard Knef, Freddy Quinn, Johannes Heesters, Udo Lindenberg und Joe Jackson.

## Zitat
Mein Freund Johnny war ein feiner Knabe,

er war ein Tramp und hatte kein Zuhaus’.

Und bei Rocktown liegt er längst im Grabe,

und aus seinen Knochen wachsen Blumen raus.

Englands Fahne haben wir getragen,

und mein Johnny trug sie uns voran.

Eine Bombe fiel, und sie nahm zum Ziel

ganze 25 Mann.

...
Goodbye Johnny, Goodbye Johnny, warst mein bester Freund,

eines Tages, eines Tages, sind wir wieder vereint.